# 开口斯湖
开口斯湖是一个位于中国新疆维吾尔自治区巴音郭楞蒙古族自治州的湖泊，面积约为3.5平方千米，属于蒙新高原区。它的一级流域为内流区诸河，二级流域为塔里木内流区。